# Martin Trocha
Martin Trocha (Bytom, 24 dicembre 1957) è un ex calciatore tedesco orientale dal 1990 tedesco, di ruolo difensore.